# ایستگاه نچرال بریج (ویرجینیا)
ایستگاه نچرال بریج (به انگلیسی: Natural Bridge Station) یک منطقهٔ مسکونی در ایالات متحده آمریکا است که در Rockbridge County واقع شده‌است. ایستگاه نچرال بریج ۲۳۲٫۸۷ متر بالاتر از سطح دریا واقع شده‌است.